# بسی ایتون
بسی اِیتون (انگلیسی: Bessie Eyton; ۵ ژوئیهٔ ۱۸۹۰ – ۲۲ ژانویهٔ ۱۹۶۵) هنرپیشه اهل ایالات متحده آمریکا در دوران سینمای صامت بود.
از فیلم‌هایی که در آن بازی کرده می‌توان به بحران اشاره کرد.